# Tindhólmur
Tindhólmur est un îlot inhabité situé à l'ouest de l'île de Vágar dans les îles Féroé. Il est très difficilement accessible par bateau. Comme les deux îlots de Drangarnir situés à proximité, il s'agit d'un stack. 

## Géographie
Tindhólmur a une superficie de 650 000 m2. Son point culminant se trouve à 262 mètres. Une cabane, appartenant à une famille du village de Sørvágur (Vágar), constitue la seule construction de l'îlot. Un sentier abrupt, où l'on rencontre quelques moutons, permet d'atteindre le sommet.
À 500 m à l'ouest de Tindhólmur se trouve Gáshólmur, un îlot inhabité. Des moutons sont transportés ici chaque année par les habitants de Sørvágur.

## Légende de Rasmus
Selon la légende, il y a longtemps le fermier Rasmus vivait sur Tindhólmur avec sa famille,. 
Rasmus était originaire de Sørvágur, mais il était tellement désagréable avec les villageois, qu'ils lui ont offert leur part du terrain sur l'îlot de Tindhómlur pour se débarrasser de lui.
Rasmus était heureux sur l'îlot. La végétation était suffisante pour élever des moutons, et il y avait beaucoup d'oiseaux et de poissons qu'il pouvait chasser et pêcher.
Mais un jour, tout changea. Un grand aigle est venu et a pris l'enfant de deux ans de Rasmus. Il l'emporta vers son aire sur le plus haut sommet de l'îlot. La mère de l'enfant s'est précipitée au sommet, mais il était déjà trop tard. Le petit de l'aigle avait déjà mangé les yeux de l'enfant. Ce pic est appelé Ørnatindur qui peut être traduit par « le pic de l'Aigle ».
Après cela, Rasmus et sa famille sont partis de l'îlot et celui-ci est resté inhabité depuis.
Il est encore possible de voir les restes de la maison et du hangar à bateaux de Rasmus.

## Galerie

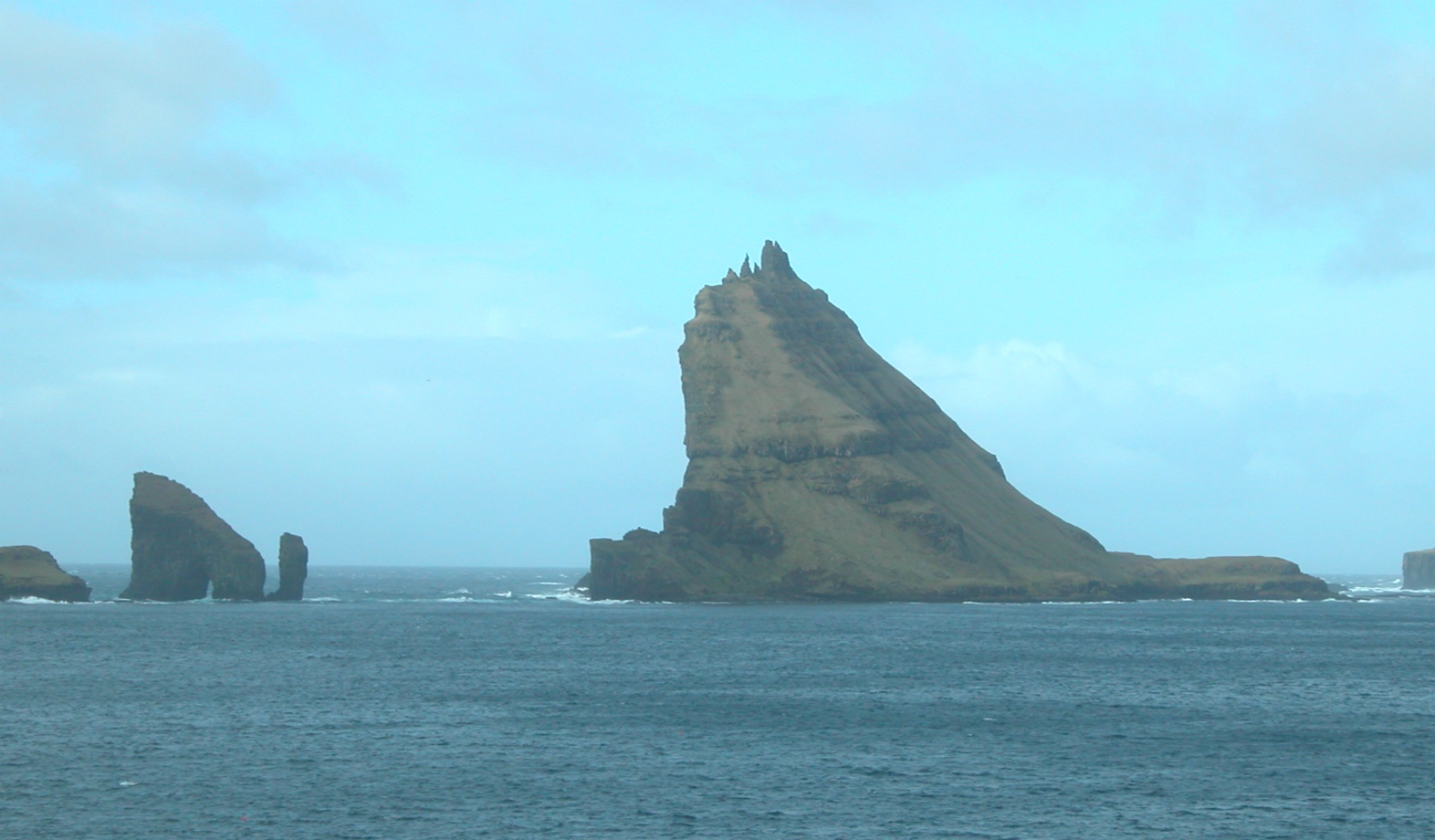
Vue de Tindhólmur
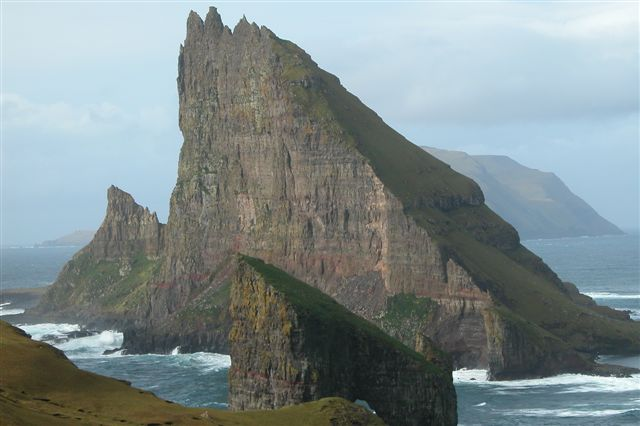
Tindhólmur vue du sud-est, octobre 2005
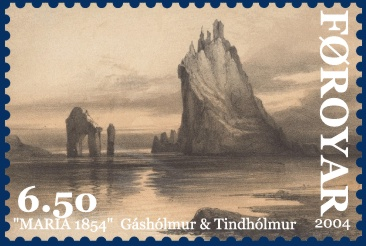
Croisière sur le Maria 1854 - Tindhólmur Timbre FO 479 de la Postverk Føroya Date d'émission : 26 mars 2004 Artiste: Anker Eli Petersen